# Mare interno occidentale

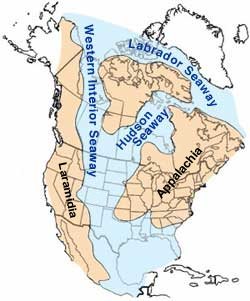
Mare interno occidentale durante il Cretacico intermedio, circa 100 milioni di anni BP

Il canale interno occidentale o, considerate le sue dimensioni, mare interno occidentale (anche detto canale cretacico, mare di Niobrara, mare interno del Nord America e acquario dell'inferno)  era un vasto mare interno che divideva il continente del Nord America in due parti durante la maggior parte del medio e tardo Cretaceo.

## Origine e geologia

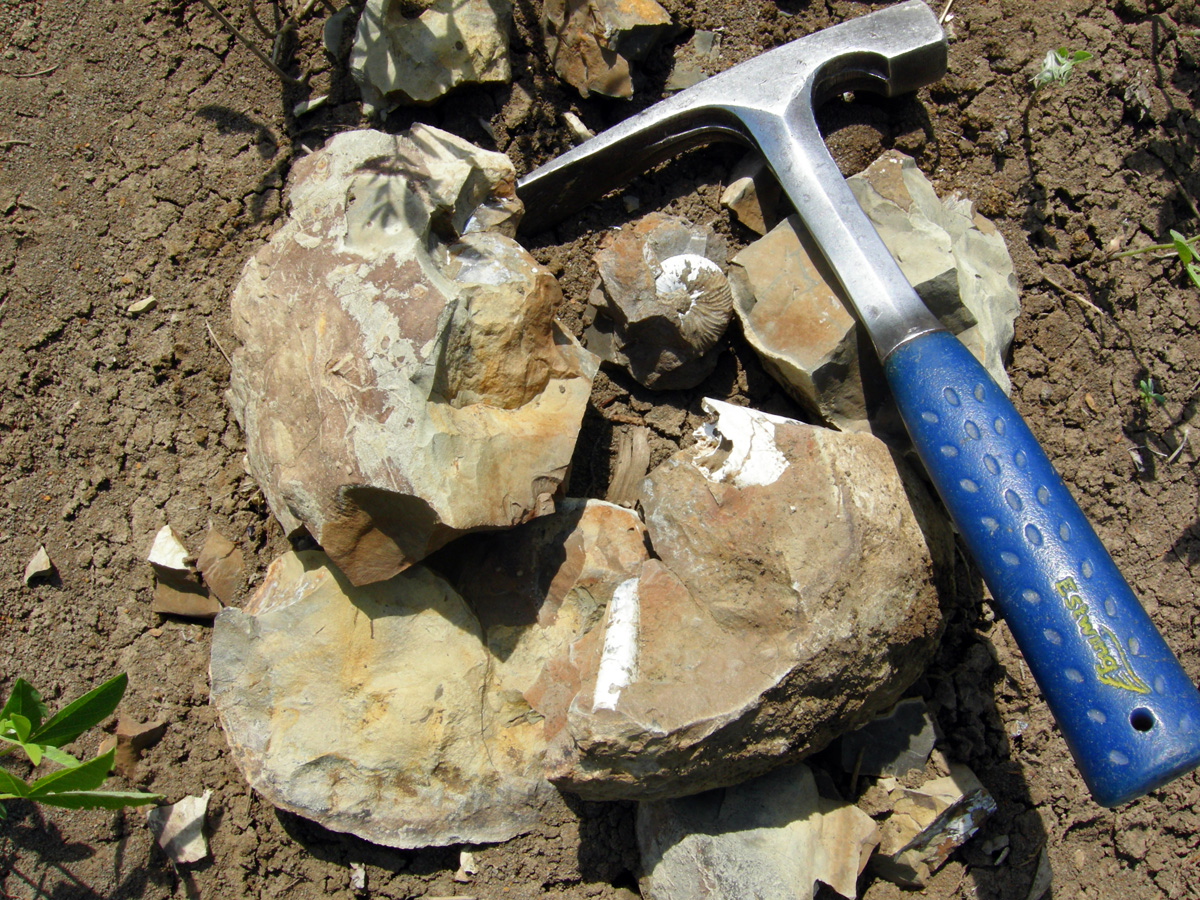
Una concrezione spezzata con dentro dei fossili; a Pierre Shale del tardo Cretacico vicino Ekalaka, Montana.

Il canale (mare) venne a crearsi poiché la placca tettonica di Farallon e quella Nord americana entrarono in collisione, facendo innalzare le Montagne Rocciose ad ovest e creando una depressione (bacino di avampaese) nell'area centrale del Nord America. Questa depressione e gli alti livelli marini eustatici esistenti durante il Cretacico permisero alle acque dell'Oceano Artico a nord e del Golfo del Messico a sud di incontrarsi e inondare i bassopiani centrali, formando un mare che si innalzava e regrediva nel corso del periodo Cretaceo.
Il Canale iniziò a formarsi nel Cretaceo intermedio, quando un braccio dell'Oceano Artico trasgredì verso sud per tutta l'area occidentale del Nord America; questo formò il Mar Mowry, cosiddetto dal Mowry Shale, una caratteristica formazione rocciosa ricca di scisto bituminoso. A sud, il Golfo del Messico era un'estensione dell'Oceano Tetide, il quale si incontrava con il Mar Mowry nel tardo Cretacico, formando il canale (mare) "completo".
Nella sua massima grandezza, il Mare interno occidentale si estendeva dalle montagne Rocciose (Rockies) agli Appalachi ad est, per circa 1000 km. La sua profondità massima era probabilmente di soli 800 o 900 metri. Due grandi bacini imbriferi continentali facevano defluire le loro acque dentro di esso da est e da ovest, diluendolo e portando silt che formavano delta fluviali lungo le sue coste. Ci fu poca sedimentazione sulle rive orientali del Canale; il confine occidentale tuttavia, consisteva di uno spesso cuneo di sedimenti clastici erosi verso est dalla cintura orogenetica di Sevier. La riva occidentale fu di conseguenza altamente variabile, secondo le variazioni del livello marino e il rifornimento dei sedimenti.
L'estesa sedimentazione di rocce carbonatiche suggerisce che il Canale fosse caldo e tropicale, con abbondanti alghe calcaree. Rudy Slingerland della Penn State University con il computer ha modellato un movimento circolare in senso antiorario per il Canale Cretaceo, con acque più fredde fluenti verso sud lungo il litorale orientale del Wyoming e Colorado.
Alla fine del Cretaceo continuando l'innalzamento in un episodio di formazione orogenetica chiamato orogenesi Laramide venne a sollevarsi il banco di sabbia (arenaria) e le melmose lagune salmastre (scisto), le sequenze spesse di silt ed arenarie ancora viste oggi come la Formazione Laramie, mentre i bacini poco elevati tra loro gradualmente sprofondarono. Il canale interno occidentale si divise attraverso i Dakota (sud e nord) e arretrò a sud verso il Golfo del Messico. Questa fase contratta, regressiva del Mare interno occidentale viene talvolta chiamata Canale di Pierre.
Durante il primo Paleocene, parti del Mare interno occidentale (acque marine) occupavano ancora le aree dell'insenatura del Mississippi, sommergendo il sito dell'attuale Memphis. Successivamente la trasgressione tuttavia, venne associata con la sequenza Tejas del Cenozoico, piuttosto che con il precedente evento responsabile del Canale.

## Fauna

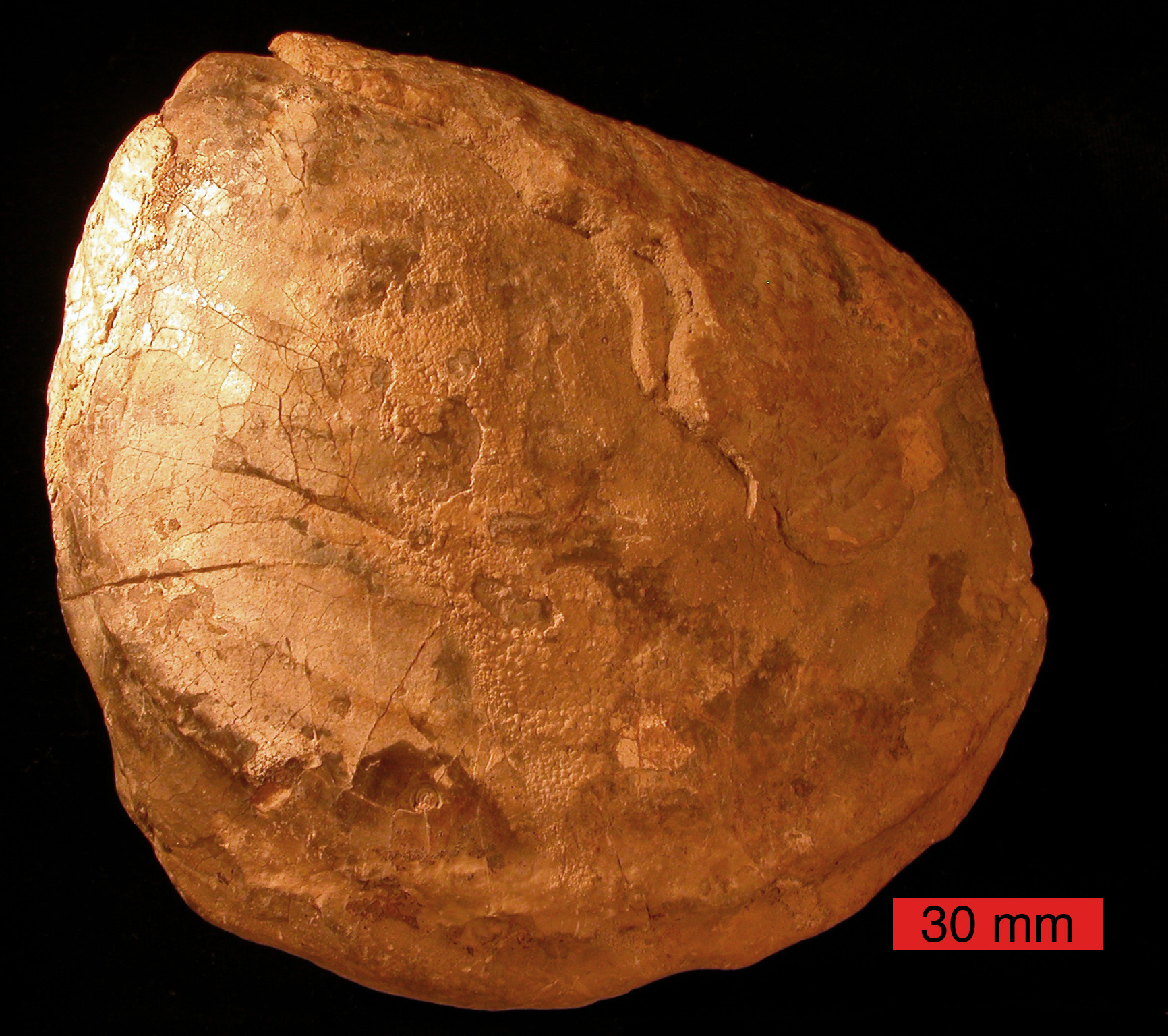
Inoceramus del Cretacico nel Sud Dakota.

Il canale interno occidentale era un mare poco profondo, con abbondante vita marina. Gli abitanti del Mare Interno comprendevano i rettili marini predatori, i più grandi animali del mare cretacico: i mosasauridi che arrivavano fino a 18 metri in lunghezza, plesiosauri e pliosauri.  Altri abitatori dell'ambiente marino includevano squali, come lo Squalicorax, e pesci ossei superiori incluso Pachyrhizodus, Cimolichthys, Enchodus, e il massiccio Xiphactinus lungo 5 metri, un pesce più grande degli attuali pesci ossei. Tra gli invertebrati vi erano molluschi cefalopodi (ammoniti, belemniti, Tusoteuthis). Il plancton includeva i coccolitofori che secernevano le piastrine calcaree le quali danno proprio il nome al Cretacico, i foraminiferi e radiolari.

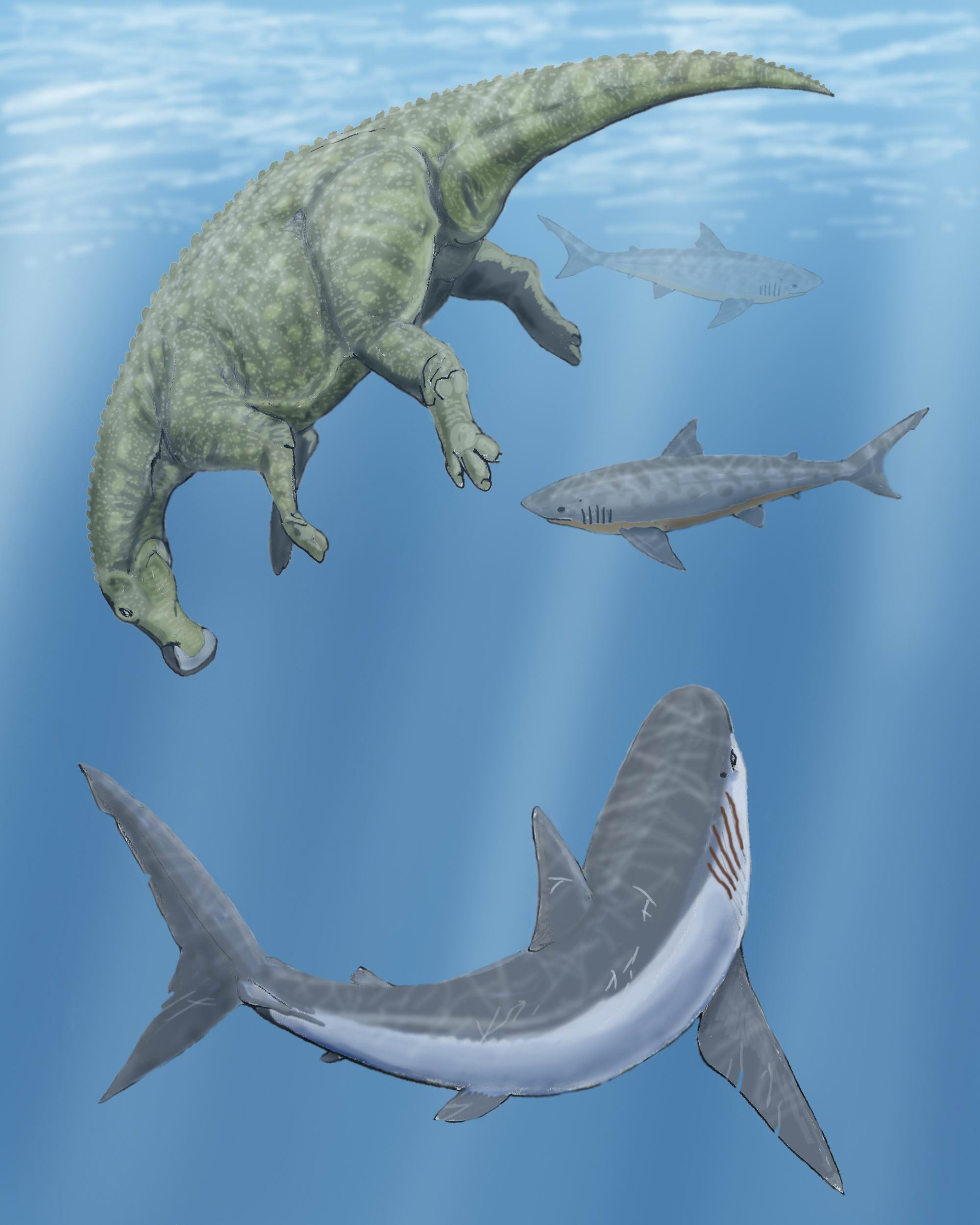
Una Cretoxyrhina e due Squalicorax si aggirano intorno a un Claosaurus morto nel Mare interno occidentale

Il mare interno occidentale fu anche l'habitat di antichi uccelli, inclusi Hesperornis (incapace di volare) con robuste zampe per nuotare nell'acqua e piccole ali usate come timone marino piuttosto che per volare, e Ichthyornis simile alla sterna, ma dal becco dotato di denti.
Sul fondo marino il bivalve gigante Inoceramus ha lasciato comuni conchiglie fossilizzate nella Pierre Shale. Questo bivalve aveva una spessa conchiglia ricoperta di "prismi" di calcite depositati perpendicolarmente alla superficie, che le davano una lucentezza perlacea in vita.  I paleontologi suggeriscono che la dimensione gigante era un adattamento alla vita nelle acque degli oscuri fondali, dove proporzionalmente una grande area branchiale avrebbe permesso all'animale di sostentarsi nelle acque povere di ossigeno.